# 페트리아 토머스
페트리아 앤 토머스(Petria Ann Thomas, OAM, 1975년 8월 25일 ~ )는 오스트레일리아의 수영 선수이자, 2004년 아테네 올림픽 3관왕이며 15개의 국내 타이틀을 우승하였다.
뉴사우스웨일스주 리스모어에서 태어나 거기서 가까운 물룸빔비에서 자라왔다.
1994년 19세의 나이로 세계 선수권 대회에서 200m 접영 3위를 하였다. 같은 해 빅토리아에서 열린 코먼웰스 게임에서 100m 접영과 400m 자유형 계주를 우승하였다. 그러고나서 2년 동안 투쟁해 온 토머스는 1996년 애틀랜타 올림픽에 복귀하여 200m 접영 은메달을 획득하였다.
어깨 부상에 의한 역병에 불구하고 1998년 쿠알라룸푸르에서 열린 코먼웰스 게임에서도 4년전의 타이틀들을 2연승하였고, 같은 해 퍼스에서 열린 세계 선수권 대회에서 100m 접영 3위, 200m 접영 2위를 하였다.
2000년 시드니 올림픽에서 200m 접영 동메달과 400m 혼계영, 800m 자유형 계주에서 은메달 2개에 그쳤다.
2001년 후쿠오카에서 열린 세계 선수권 대회에서 100m, 200m 접영과 400m 혼계영에서 3개의 금메달을 획득하였다. 이듬해 맨체스터에서 열린 코먼웰스 게임에서 5개의 금메달, 1개의 은메달, 1개의 동메달을 획득하였다. 100m 접영 3연승을 한 그녀의 승리는 3개의 코먼웰스 게임에서 같은 종목을 우승한 첫 여성 수영 선수로 만들었다. 같은 해 요코하마에서 열린 세계 팬패시픽 경기에서 3개의 금메달, 2개의 은메달을 획득하였다.
1996년과 2000년 두개의 올림픽에서 1위를 놓친 토머스는 결국 2004년 아테네 올림픽에서 금메달 획득을 용케 해냈다. 100m 접영을 우승하고 400m 자유형 계주와 400m 혼계영에서 세계 기록을 세워 우승을 차지하였다. 이 대회 후, 은퇴를 선언하였다.
2005년 중순에 토머스는 자신의 경력을 묘사한 〈형세에 대항하는 수영〉을 발간하였다.
1996년 오스트레일리아 스포츠 연구소(AIS) 수영 명예의 전당에 헌액되었고, 2001년과 2002년 올해의 AIS 선수로 선정되었다.

## 같이 보기
- 올림픽 수영 여자 메달리스트 목록
- 수영 계영 400m 세계 기록 추이
- 수영 혼계영 400m 세계 기록 추이